# Glocalizzazione
Glocalizzazione o glocalismo è un termine formulato negli anni 1980 in lingua giapponese (dochakuka), successivamente tradotto in inglese dal sociologo Roland Robertson e poi ulteriormente elaborato dal sociologo Zygmunt Bauman per adeguare il panorama della globalizzazione alle realtà locali, così da studiarne meglio le loro relazioni con gli ambienti internazionali.
Numerose organizzazioni internazionali lavorano nello spirito della glocalizzazione. Tra queste vi è il Glocal Forum, attivo dal 2001 nel campo della cooperazione tra città.

## Significato
La nozione di "glocalizzazione" nasce dall'integrazione della "globalizzazione" con la "localizzazione", sottolineando l'importanza per le realtà globali di adattare le proprie offerte alle esigenze specifiche delle diverse regioni o comunità.
Il termine "globalizzazione" viene ritenuto equivoco e contraddittorio nel suo universo semantico usato e abusato; per tale motivo Bauman ha voluto introdurre "glocalizzazione", senza volervi trovare un senso politico di opposizione alla globalizzazione (come ad esempio fanno i no-global).
Il globale ed il locale possono essere visti come i due lati della stessa medaglia. Un'organizzazione può essere compresa meglio analizzando la natura duale della glocalizzazione. Spesso la localizzazione viene ignorata per colpa della troppa importanza data alla globalizzazione. Inoltre, in molti casi, le forze locali si sforzano costantemente per attenuare l'impatto dei processi globali. Queste "forze" si possono riconoscere dagli sforzi fatti per prevenire o modificare i piani di costruzione degli edifici per le multinazionali, come la Wal-Mart.
La glocalizzazione ritiene che il fondamento della società in ogni epoca è stata ed è la comunità locale, dall'interazione degli individui, organizzati in gruppi sempre più allargati, presenti su un territorio.
L'organizzazione di questi gruppi costituisce certamente un insieme di "sistemi" che diventano "sottosistemi" se relazionati a organizzazioni più complesse. Ad esempio, la famiglia è un sottosistema del sistema quartiere ma il quartiere è un sottosistema del sistema città e così via.
La glocalizzazione inizia la propria analisi dai sistemi semplici per arrivare ai più complessi, mentre la globalizzazione sembrerebbe privilegiare i sistemi complessi ignorando molto spesso le implicazioni dei sottosistemi.
La glocalizzazione pone al centro della sua "filosofia", l'individuo, la persona umana, il patrimonio locale materiale e immateriale della persona e del gruppo di appartenenza. Non ignora la dialettica che deriva dall'incontro-scontro dei vari gruppi all'interno della logica sistema-sottosistema ma non perde mai di vista il micro nella sua relazione con il macro.
Dà importanza al libero mercato ma ritiene che non potrà mai essere considerato un "primum" essendo il mercato una delle tante funzioni della persona umana che ha assunto tante sfaccettature nel corso dei secoli.
La glocalizzazione dà importanza alla comunicazione tra gli individui e i gruppi definiti nello spazio e nel tempo e a come le nuove tecnologie abbiano favorito una accelerazione nei processi di trasformazione. La glocalizzazione ritiene necessario sottoporre a seria analisi i contenuti della comunicazione, che mediati dalle nuove tecnologie possono soffrire di distorsioni, superficialità, banalità.
Un errore frequente è quello di credere che la glocalizzazione ponga l'accento soprattutto sul locale e la globalizzazione sul globale. Non è esatto in quanto la glocalizzazione, pur ponendo idealmente il micro gruppo alla base della sua analisi, è cosciente che esso cresce, si sviluppa, interagisce con gli altri gruppi sempre più complessi fino ad arrivare alle complesse realtà globalizzanti di oggi. Il significato della parola "locale" si espande di fatto inglobando senza confondere realtà locali che rimangono a tutti gli effetti sottosistemi significanti.
La glocalizzazione non ignora la presenza di forze globalizzanti che anzi esamina nella loro genesi e nelle loro implicazioni ma è saldamente arroccata nella sua teoria generale dei sistemi e nella stretta interazione tra geopolitica, geoeconomia e geocultura.

## Sociologia
La glocalizzazione è una nozione teorica che spiega come e in quale modalità gli attori locali, come ad es. le città, risolvono i problemi urbani in risposta ai diritti umani o alle norme del lavoro universalmente concordate. Essa propugna:
- la creazione o distribuzione di prodotti e servizi ideati per un mercato globale o internazionale, ma modificati in base alle leggi o alla cultura locale.
- l'uso di tecnologie di comunicazione elettronica, come internet, per fornire servizi locali su base globale o internazionale. Craigslist e Meetup sono esempi di applicazioni web glocalizzate.
- la creazione di strutture organizzative locali, che operano su culture e bisogni locali, al fine di diventare multinazionali o globali. Questo comportamento è stato seguito da varie aziende e corporation, ad esempio dall'IBM.

La glocalizzazione è anche presentata - più in generale - come una forma di connettività tra lo stile di vita occidentale, spesso visto come parte avvantaggiata dalla globalizzazione, e il mondo non occidentale.

## La glocalizzazione nelmarketing
Il concetto di glocalizzazione sposa una dinamica di marketing delle multinazionali accusate spesso di appiattire le differenze di tipo culturale dei prodotti. Attraverso la glocalizzazione le multinazionali focalizzano la presentazione e sponsorizzazione del prodotto sulla sua stereotipata appartenenza culturale.
"Think global, act local", sintesi tra il pensiero globale, che tiene conto delle dinamiche planetarie di interrelazione tra i popoli, le loro culture ed i loro mercati e l'agire locale, che tiene conto delle peculiarità e delle particolarità storiche dell'ambito in cui si vuole operare.
Spogliata delle accezioni riguardanti l'imperialismo culturale e lo sfruttamento globale da parte di poche multinazionali, la glocalizzazione tenta un ragionato tentativo di preservare le singole identità all'interno di un sistema complesso, senza ledere l'individualità ed il diritto ad esistere delle altre identità all'interno di tale sistema.
Più precisamente, nel comparto della commercializzazione e del marketing, "glocalizzazione" vuole significare rispetto del prodotto locale e delle sue caratteristiche nel momento che si affronta il mercato globale, nonché rispetto di esigenze locali da parte del prodotto globale; nel primo caso la glocalizzazione porta inevitabilmente a nicchie di mercato ubicate nel mercato globale, nel secondo a mercati locali che i prodotti globali non potrebbero raggiungere senza adeguamenti.
La glocalization è in genere associata a un modello di business che mira alla fidelizzazione del cliente. Il prodotto è inteso in senso lato, comprendendo i servizi di assistenza e manutenzione post-vendita: questi contratti garantiscono un guadagno duraturo al produttore e talvolta costituiscono la parte più remunerativa.